# 沙峽谷 (加利福尼亞州洛杉磯縣)
沙峽谷（英語：Sand Canyon）是位於美國加利福尼亞州洛杉磯縣的一個非建制地區。該地的面積和人口皆未知。

## 地理
沙峽谷的座標為34°42′47″N 118°08′30″W / 34.71306°N 118.14167°W，而該地的平均海拔高度為1143米（即3750英尺）。